# DP (kulomet)
Děgťarjov DP, nazýván talířovka, byl sovětský lehký kulomet užívaný zejména v druhé světové válce. Bývá označován také jako vzor DP-27 (1927) nebo DP-28. Tato jednoduchá a snadno ovladatelná zbraň byla používána i v poválečném období zejména v rozvojových zemích.

## Historie
Ruský konstruktér Vasilij Děgťarjov pracoval od roku 1923 na konstrukci jednoduchého a lehkého kulometu. Inspirován byl kulometem Lewis, ale zvolil jiný systém uzamykání závěru dvěma závorami. Do druhé světové války vstupovala Rudá armáda se 170 000 těmito kulomety a dalších 660 000 bylo vyrobeno v jejím průběhu. Bojové a technické ztráty činily více než polovinu tohoto počtu.
Kulomety DP byl vyzbrojen i 1. československý armádní sbor v SSSR.

## Vyráběné verze

### DP a DPM
První prototyp lehkého kulometu DP (DP = Děgťarjov pěchotní) byl sestrojen roku 1926. Do výzbroje Rudé armády byl přijat o rok později. Na přelomu let 1943–1944 byl modernizován, verze byla označena jako DPM (M = modernizovaný).

### DA
Verze DA byl kulomet, používaný ve vojenských letounech jako pohyblivá zbraň pro střelce/pozorovatele.

### DT a DTM

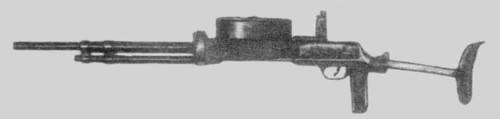
Tankový kulomet DT

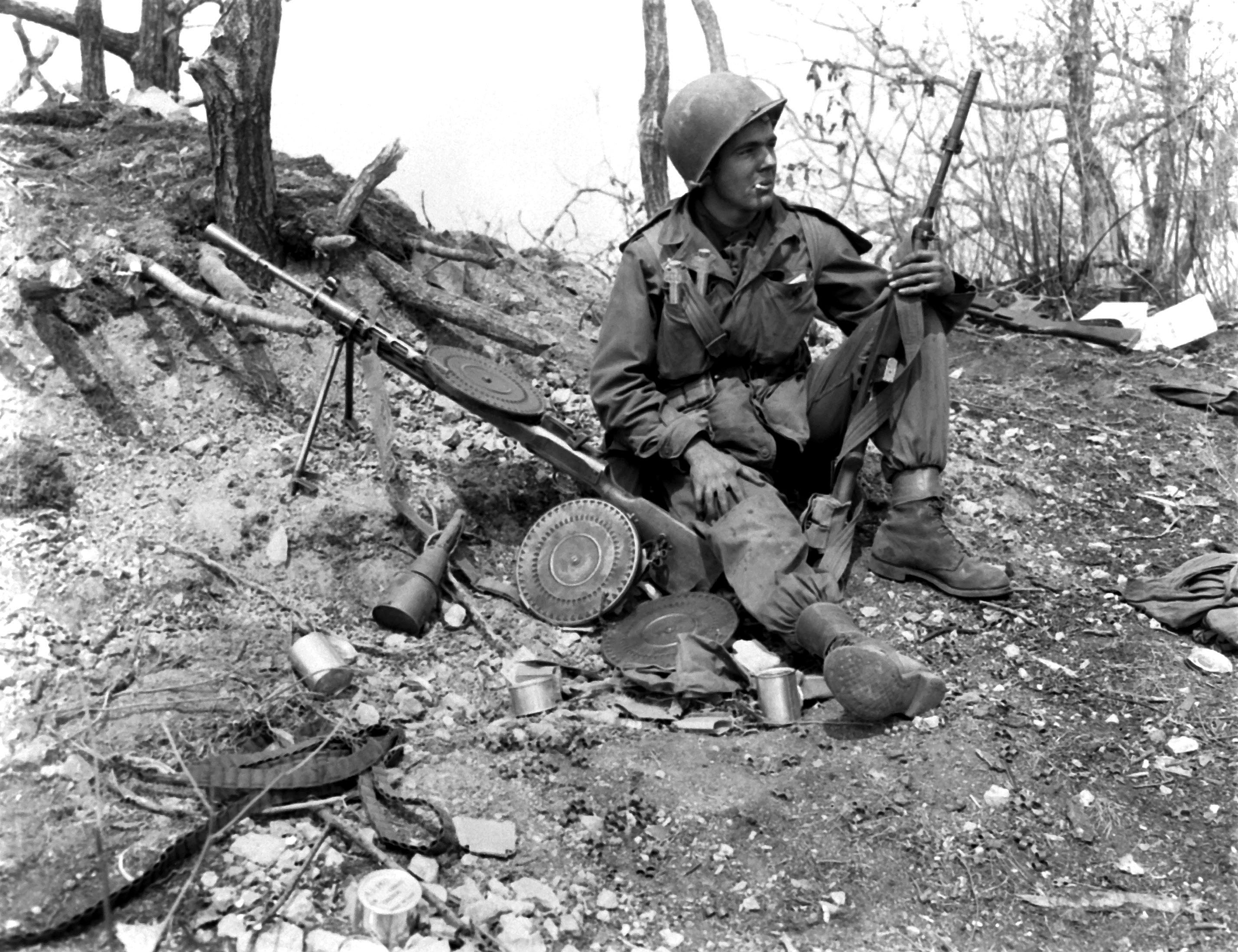
Tento kulomet se dostal i do výzbroje čínských „dobrovolníků“ v dobách Korejské války. Zde vidíte amerického vojáka u takového kulometu.

Verze DT (DT-29) (DT = Děgťarjov tankový), později DTM, byla používána v tancích a v obrněných vozidlech. Zkonstruována byla roku 1929. Zbraň zůstala téměř stejná, jenom místo pevné dřevěné pažby používala výsuvnou ramenní opěrku a nebyl montován tlumič výšlehu na ústí hlavně. Zásobník měl menší průměr, ale byl vyšší a obsahoval 60 nábojů místo 47 u verze DP. Kulomet se dal snadno z tanku nebo vozidla vyjmout a použít osádkou jako klasický lehký kulomet. Stačilo jen namontovat třmen s dvojnožkou, tlumič výšlehu a mechanická mířidla.

### RP-46
Největším problémem kulometu byl jeho talířovitý zásobník, který měl jednak malou kapacitu a také byl poruchový. Proto byla v roce 1946 provedena další modifikace kulometu na typ RP-46, u něhož byl zásobník nahrazen nábojovým pásem. Tato verze byla v sovětské armádě používána až do šedesátých let 20. století, kdy byla nahrazena kulometem PK.